# Boy Krazy
Boy Krazy foi um girl group fundado em Nova York e que teve breve fama entre 1991 e 1993, devido especialmente  ao sucesso do single "That's What Love Can Do".

## Carreira
O grupo foi formado por meio de audições feitas por uma empresa de gestão em Nova York. Boy Krazy era integrado pelas cantoras Kimberly Blake, Josselyne Jones, Johnna Lee Cummings, Renée Veneziale e Ruth Ann Roberts (ex-Miss Junior America). Sua canção pop "That's What Love Can Do", escrita e produzida pelo mega trio musical Stock Aitken Waterman, foi lançada em 1991, mas não conseguiu se tornar um sucesso. Logo após o lançamento do single, Veneziale deixou a banda.
Continuando como um quarteto, o grupo lançou seu segundo single All You Have to Do em 1992, mas também não obteve êxito. Naquele mesmo ano, "That's What Love Can Do" começou a fazer sucesso em clubes e discotecas por toda a América e foi reproduzido em rádios. A canção foi remixada e relançada, tornando-se um sucesso nos Estados Unidos, onde alcançou a posição # 18 na Billboard Hot 100 em março de 1993. Também alcançou a posição # 1 no airplay pop Radio & Records CHR/Pop chart. No encarte de seu autointitulado álbum, o grupo credita a rádio KQKS (em Denver, Colorado) a repercusão tardia do single  depois que um dos membros da equipe tocou uma versão remixada da faixa em dezembro de 1992.
O álbum Boy Krazy foi lançado em 1993 e também incluiu o single Good Times with Bad Boys, que também chegou ao Billboard Hot 100. Cada membro canta os vocais principais em pelo menos duas canções do álbum, que inclui muitas faixas originalmente escritas para Kylie Minogue.
A vocalista principal, Johnna Cummings, deixou o grupo no final de 1993. Os membros restantes tentaram desenvolver um novo álbum mas sem sucesso e o grupo se separou pouco depois. Além disso, elas deveriam apresentar "Love Is a Freaky Thing" como o quarto single, que nunca foi lançado.

## Projetos Recentes
Após o fim do grupo, Ruth Ann Roberts mudou de carreira e se tornou conhecida na comunidade de wrestling profissional. Usando seu nome verdadeiro, Rue DeBona, ela co-apresentou o WWE 's After Burn de 2003 a 2004. Ela se casou com o ex-apresentador Josh Matthews em 2006, mas se divorciaram em 2008. De lá, ela se mudou para a Ion Television, e apresentou o programa Firebrand, uma tentativa de site de comerciais como conteúdo e programa de TV.
Cummings seguiu carreira solo, mas não teve sucesso. Em julho de 2007, a cineasta Kimberly Craig, de Portland, Oregon, postou Expect Less, um pequeno documentário com Cummings no YouTube . Nele, Cummings discute sua vida desde o apogeu de Boy Krazy.
Josselyne Jones (agora conhecida como Josselyne Herman-Saccio) é produtora, fundando a Josselyne Herman & Associates na cidade de Nova York. Ela também é treinadora do Landmark (Fórum) e do Landmark (Curso Avançado).
Renee Veneziale cantou com diversas bandas, entre elas Fig, Delux e RnR. Ela também trabalhou como atriz de teatro e agora é professora de ioga .
Em agosto de 2009, o catálogo de Boy Krazy foi relançado no iTunes, incluindo três canções gravadas para o álbum, mas nunca lançadas: "Exception to the Rule", "I'll Never Get Another Chance Like This" e "Don't Wanna Let You Go". Também foi disponibilizada uma série de remixes não lançados, incluindo mixagens comissionadas para o quarto single nunca lançado "Love Is a Freaky Thing".

## Discografia
Álbum
- Boy Krazy (1993)

Singles
- "That's What Love Can Do" (1991) UK #86
- "All You Have to Do" (1992) UK #91
- "That's What Love Can Do" (house remix) (1993) UK #80, US Hot 100 #18, US Adult Contemporary #19, Australia (ARIA) #124,[6] Canada #7
- "Good Times with Bad Boys" (1993) US #59, Canada #32